# Bouncin' Back (Bumpin' Me Against the Wall)
Il singolo Bouncin' Back estratto dall'album Tarantula ha avuto molto successo e ha ottenuto numerose certificazioni e premi. Questo brano insieme a Shake Ya Ass e Danger' sono uno dei migliori di Mystikal che l'hanno fatto diventare famoso nel Sud America. Tutti e 3 i singoli sono stati prodotti dai Neptunes che hanno garantito il successo del rapper anche con i video. Nella canzone appare di nuovo Pharrell Williams che collabora nel brano e anche il Go Head. Il modo di cantare di Mystikal è simile a quello del precedente album e nei singoli precedenti cantava più hardcore insieme alle strumentali prodotte da Pharrell, ma in questo album è soprattutto in questo brano Mystikal ritorna a rappare in stile Gangsta proprio come nei precedenti album e singoli prodotti da Master P che esprimevano testi molto espliciti e sound forti proprio come in questa canzone.

## Video
Il videoclip rappresenta Mystikal in diversi luoghi, una stanza tipica di un manicomio e poi un quartiere di città. All'inizio delle riprese Mystikal si trova imprigionato in una strana camera e dopo che il guardiano lo ha controllato dallo spioncino inizia a rappare e dopo poco arriva una band di musicisti che suonano insieme a lui. Dopo un minuto del video, le riprese si spostano nel quartiere e il rapper inizia a mostrarsi camminando per i negozi e dopo un po' balla con una folla di persone che sentono le sue grida, e tutto il quartiere fa festa, questa scena dura fino alla fine del video. Nell'intermezzo del video si possono notare mentre Mystikal si ferma da un venditore ambulante 5 dischi che sarebbero tutti quelli che Mystikal aveva fatto precedentemente, il rapper prende uno di quei dischi (e prese proprio l'ultimo disco uscito Tarantula dove è contenuto il singolo che stava girando) lo guarda e lo lascia.
Il video è stato programmato dopo 2 settimane dalla pubblicazione del brano, è  stato prodotto e diretto da Little X.

## Critica
Il singolo ha avuto molto successo, ha avuto molte nomine e grazie al successo dei suoi precedenti singoli anche Bouncin' Back ha ricevuto dei Grammy Awards, uno nell'aprile 2002 dove è stato premiato come miglior singolo dell'album Tarantula e un altro nel 2003 dove ha ricevuto la nomina come The best performance Rap/Hip-Hop con lo stesso producer insieme a danger e a shake ya ass che sono stati promossi con 2 grammy awards nello stesso periodo. Il singolo è arrivato alla posizione n.25 della Billboard Hot 100 a un mese dalla pubblicazione, per poi regredire alla posizione n.44 l'anno dopo.